# Marietje Schaake
Pour les articles homonymes, voir Schaake.
Marietje Schaake (prononcé en néerlandais : [mɑˈritʃə ˈsxaːkə]), née le 28 octobre 1978 à Leyde, est une femme politique néerlandaise membre du parti Démocrates 66 (D66). Elle siège pour les Pays-Bas au Parlement européen de 2009 à 2019.

## Biographie

### Études et carrière professionnelle
Marietje Schaake grandit à Leyde. Elle obtient son diplôme d'études secondaires au Haags Montessori Lyceum de La Haye avant d'étudier les arts libéraux aux États-Unis à l'université Wittenberg (Ohio) puis la sociologie, les études américaines et les nouveaux médias à l'université d'Amsterdam.
Ses études terminées, elle effectue un stage au Tribunal pénal international pour l'ex-Yougoslavie avant de travailler au sein de la Chambre des représentants des États-Unis sur les questions relatives aux relations internationales et aux droits de l'homme.
Avant de commencer sa carrière politique, Marietje Schaake travaille notamment pour l'ambassade des États-Unis aux Pays-Bas et le ministère néerlandais des Affaires étrangères en qualité de conseillère indépendante. Elle se spécialise autour de sujets comme les relations transatlantiques, la diversité, l'intégration ou encore les droits civils et la présence des musulmans en Occident.
En 2007, elle reçoit le prix Barney Karbank Memorial pour récompenser son travail sur la question des droits de l'homme. 

### Carrière politique
Elle est élue députée européenne le 4 juin 2009 et réélue le 22 mai 2014.

### Carrière postérieure au Parlement européen
Depuis octobre 2019, elle travaille comme directrice de la politique internationale au Cyber Policy Center de l'Université Stanford. Elle travaille notamment sur la régulation des grandes entreprises du numérique. Elle devient également présidente du CyberPeace Institute jusqu'à sa démission en janvier 2020.